# BMKz
Der Verein Beratungs-, Mobilitäts- und Kompetenzzentrum (= BMKz) hat sich die Vertretung von und die Beratung für Menschen mit Behinderungen in Kärnten zum Ziel gemacht.

## Hintergründe zur Vereinsgründung
Bereits seit mehreren Jahren treten Behinderte massiv an die Öffentlichkeit und machen nachdrücklich auf ihre individuellen Bedürfnisse und Grundrechte aufmerksam. Ungleichbehandlung wird nicht länger hingenommen und Selbstbestimmungsrechte und Gleichstellung in allen Lebensbereichen werden gefordert. Ein Paradigmenwechsel in der Behindertenpolitik weg von der Defizitorientierung hin zu einem sozialen Verständnis von Behinderung, das Behinderung als ein durch die Umwelt, die Gesellschaft produziertes Problem begreift, hat eingesetzt. Dieses soziale Modell versteht Behinderung als Ergebnis der Interaktion zwischen dem Individuum mit funktioneller Einschränkung und der Umwelt bzw. der Gesellschaft.
Die Vertretung von und die Beratung für Menschen mit Behinderungen ist in Kärnten quasi durchgehend fremd bestimmt. Abgesehen von Selbsthilfegruppen, die Hilfestellungen und Ratschläge spezifisch für die von ihnen vertretenen Mitglieder anbieten, gibt es kaum Anlaufstellen für Rat suchende Menschen mit Behinderungen. Eine Selbstbestimmt-Leben-Initiative existierte in Kärnten bis zur Konstituierung des BMKz im April 2002 nicht.
In den letzten Jahren hat sich gezeigt, dass viele Rat suchende Menschen mit und ohne Behinderungen den Kontakt zum Behindertenbeauftragten der Universität Klagenfurt und zur Abteilung für Integrationspädagogik und Soziales Umfeld gesucht haben. Durch bestehende gute Kontakte zu diversen Behindertenorganisationen, anderen universitären Einrichtungen sowie zu behinderten bzw. mit der Thematik vertrauten Menschen konnte in vielen Fällen geholfen werden. Nicht zuletzt diese Erfahrungen der letzten Jahre haben zur Gründung des BMKz geführt.

## Die Ziele des Vereins
Wie bereits bestehende Selbstbestimmt-Leben-Initiativen setzt sich der Verein für eine Verbesserung der Lebenssituation von Behinderten sowie gegen Diskriminierung ein und hat sich folgende Ziele gesetzt:
- Initiation und Durchführung diverser Projekte und Veranstaltungen
- Beratung von/für Behinderte nach dem Prinzip des Peer Counseling
- Information und Beratung in baulichen Belangen
- Öffentlichkeitsarbeit für Anliegen von Behinderten
- Beratung von Betrieben, Organisationen und Institutionen in Bezug auf Arbeitsplätze für MmB

## Projekte
- Aktion Stolpersteine auf dem Weg zur Gleichstellung sollte 2004 auf das von der österreichischen Bundesregierung geplante Gleichstellungsgesetz aufmerksam machen, weil darin für behinderten Menschen keine tatsächliche Handhabe für die Durchsetzung ihrer Bürgerrechte vorgesehen war[1][2]
- BASIS- Büro für Assistenz[3]

Seit 2004 ist es für behinderte Menschen in Kärnten möglich, persönliche Assistenz am Arbeitsplatz (PAA) zu beanspruchen und seit 2007 ist eine Inanspruchnahme persönlicher Assistenz (PA) auch im außerberuflichen Bereich.
- PLABLAKLA – Plattform Barrierefreie Landeshauptstadt Klagenfurt[4] anlässlich der Unterzeichnung der Barcelona-Erklärung (zur Europa-Konferenz Die Stadt und die Behinderten in Barcelona) durch die politischen Vertreter Klagenfurts 1995.